# Potok, Kostel
Potok este o localitate din comuna Kostel, Slovenia, cu o populație de 71 de locuitori.